# Ugo di Bonnevaux
Ugo (Châteauneuf-sur-Isère, 1120 circa – Bonnevaux, 1194) è stato abate del monastero cistercense di Bonnevaux. Il suo culto come santo è stato confermato da papa Pio X nel 1903.

## Biografia
Ugo era figlio di Raimondo, signore di Châteauneuf, e nipote di Ugo, vescovo di Grenoble. Avviato alla carriera ecclesiastica, entrò nel clero della arcidiocesi di Lione ma presto abbracciò la vita religiosa tra i cistercensi dell'abbazia di Notre-Dame du Miroir. Attorno al 1142 si trasferì nel monastero di Léoncel, dove era abate il suo parente Burnone, e nel 1162 ne fu eletto abate: ricevette la benedizione abbaziale a Montpellier da papa Alessandro III.
Nel 1166 divenne abate di Bonnevaux, che era già madre di cinque filiazoni cistercensi e, sotto il suo governo, fondò altri tre monasteri (Ulmet, Valbenoîte e Valcroissant).
Si adoperò per comporre lo scisma che lacerava la cattolicità dopo la morte di papa Adriano IV: intervenne più volte presso l'imperatore Federico I e il 24 giugno 1177, a Venezia, fu testimone della sottomissione del Barbarossa a papa Alessandro III.

## Il culto
Fu sepolto, contro la consuetudine cistercense, nella chiesa abbaziale di Bonnevaux. Nel 1220 l'abate di Cîteaux, sostenuto dall'arcivescovo di Vienne e dai suoi suffraganei, chiese formalmente al pontefice di iscrivere Ugo nel catalogo dei santi e papa Onorio III, con bolla del 3 dicembre 1221, incaricò i vescovi di Vienne e Grenoble di condurre un'inchiesta sulla vita e sui miracoli di Ugo, ma la causa non ebbe esito.
La tomba di Ugo, profanata dai protestanti nel 1575, nel 1743 fu trasferita in una cappella nel boschi di Bonnevaux: la tomba fu ritrovata nel 1944 e la cappella, riedificata, fu consacrata l'11 settembre 1966.
Papa Pio X, con decreto del 9 dicembre 1903, ne confermò il culto con il titolo di santo.
Il suo elogio si legge nel martirologio romano al 1º aprile.